# Blanche Aubry

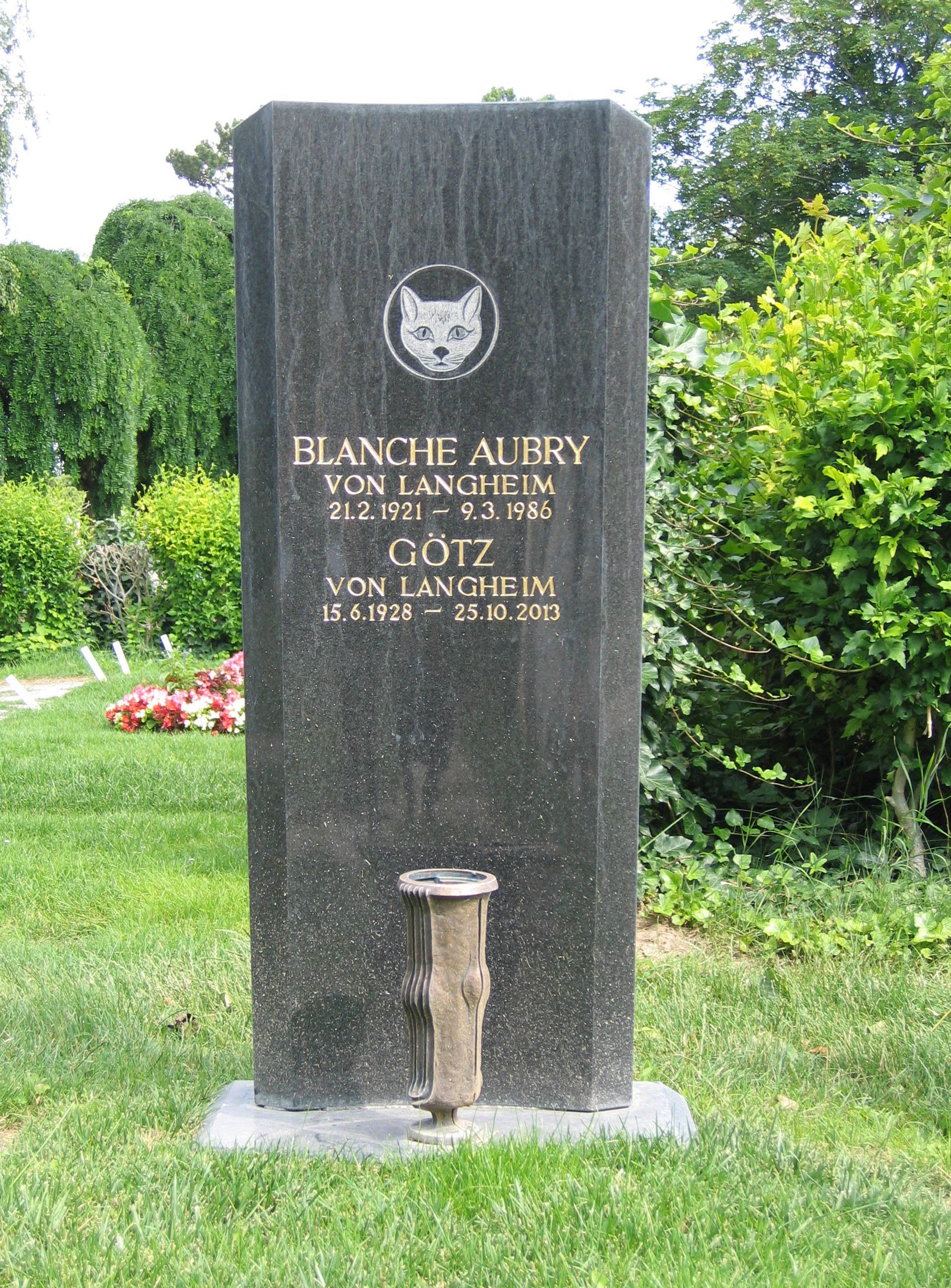
Tumba de Blanche Aubry y Götz von Langheim

Blanche Aubry (21 de febrero de 1921 - 9 de marzo de 1986) fue una actriz teatral, cinematográfica y televisiva suiza.

## Biografía
Nacida en Les Breuleux, Suiza, era hija del relojero mecánico Abel Pierre Louis. Formada como actriz en Basilea, fue contratada como bailarina por el Teatro de Basilea en 1939, siendo actriz y cantante en el mismo teatro entre 1941 y 1945.
Posteriormente trabajó en el Theater am Central de Zúrich y en el Cabaret Fédéral, el Cabaret Cornichon y el Teatro Komödie Basel. En este último teatro conoció al actor Leopold Biberti, cofundador del mismo, que se convirtió en asiduo compañero de profesión.
Después se mudó a Viena, trabajando allí en el Theater in der Josefstadt, y formando parte entre 1959 y 1986 de la compañía de actores del Burgtheater. En este último debutó con la pieza de Fritz Hochwälder Donnerstag, y fue conocida por su interpretación de damas de salón. Aubry actuó también en la obra de Eugène Ionesco El rey se muere (1964), en la de Max Frisch Triptychon (1980), y en el estreno mundial de la de Václav Havel Das Berghotel (1981).
Fue particularmente exitosa como actriz de musicales, uno de ellos el estreno en alemán en abril de 1963 de Candide, de Leonard Bernstein. La obra fue dirigida por Marcel Prawy, y contó con la orquesta y el coro de Radio Wien, la dirección musical de Samuel Krachmalnick y la actuación de Aubry junto a Heinrich Schweiger, Mimi Coertse y Rudolf Christ. En 1968 encarnó a Dulcinea del Toboso en el musical compuesto por Mitch Leigh El hombre de la mancha, actuando junto a Josef Meinrad y Fritz Muliar. Además, en el año 1970 fue el maestro de ceremonias en el musical de John Kander y Fred Ebb Cabaret.
En el Festival de Salzburgo, en 1961 actuó en la obra de Goethe Fausto, y en 1971 fue Melanie Galattis en la de Hugo von Hofmannsthal Der Unbestechliche.
En 1967 el compositor y pianista Friedrich Gulda grabó las Galgenlieder de Christian Morgenstern, que fueron interpretadas y acompañadas por Blanche Aubry y Georg Kreisler y publicadas en LP.
Aubry recibió en el año 1968 la Medalla Josef Kainz de la ciudad de Viena, y en 1979 el título honorífico de Kammerschauspielerin austríaca. Fue nombraba miembro honorario del Burgtheater en el año 1968. 
Además de su trabajo teatral, Aubry hizo algunas actuaciones cinematográficas y televisivas.
Blanche Aubry falleció en el año 1986 en Viena, y fue enterrada en una tumba dedicada de la ciudad en el Cementerio central de Viena (Grupo 40, Número 127). Había estado casada desde el año 1959 con el actor alemán Götz von Langheim.

## Filmografía (selección)
- 1942 : Das Gespensterhaus
- 1946 : Matura-Reise
- 1955 : Polizischt Wäckerli
- 1959 : Café Odeon
- 1963 : Feuerwerk (telefilm)
- 1965 : Das Liebeskarussell
- 1965 : Der Himbeerpflücker (telefilm)
- 1966 : Der Ritter vom Mirakel (telefilm)
- 1970 : Der schwarze Graf (serie TV)
- 1972 : Fritz Muliar Schau (serie TV)
- 1974 : Perahim – die zweite Chance
- 1974 : La dernière carte (telefilm)
- 1983 : Die goldenen Schuhe (miniserie TV)